# Torneo de Apertura ARUSA 2006
El Torneo de Apertura ARUSA de 2006 fue un torneo de rugby de primera división de Chile.
El campeón del torneo fue el club PWCC.

## Desarrollo

### Grupo A
| Pos. | Equipo               | Encuentros | Encuentros | Encuentros | Encuentros | Tantos | Tantos | Tantos | Puntos |
| Pos. | Equipo               | PJ         | PG         | PE         | PP         | F      | C      | Dif    | Puntos |
| ---- | -------------------- | ---------- | ---------- | ---------- | ---------- | ------ | ------ | ------ | ------ |
| 1.º  | Chile XV             | 4          | 4          | 0          | 0          | 238    | 54     | +184   | 12     |
| 2.º  | Universidad Católica | 4          | 3          | 0          | 1          | 120    | 85     | +35    | 9      |
| 3.º  | Old Macks            | 4          | 2          | 0          | 2          | 159    | 140    | +19    | 6      |
| 4.º  | Old Boys             | 4          | 1          | 0          | 3          | 113    | 129    | -93    | 3      |
| 5.º  | COBS                 | 4          | 0          | 0          | 4          | 21     | 243    | -222   | 0      |

### Grupo B
| Pos. | Equipo          | Encuentros | Encuentros | Encuentros | Encuentros | Tantos | Tantos | Tantos | Puntos |
| Pos. | Equipo          | PJ         | PG         | PE         | PP         | F      | C      | Dif    | Puntos |
| ---- | --------------- | ---------- | ---------- | ---------- | ---------- | ------ | ------ | ------ | ------ |
| 1.º  | PWCC            | 4          | 3          | 0          | 1          | 193    | 98     | +75    | 9      |
| 2.º  | Stade Français  | 4          | 3          | 0          | 1          | 143    | 85     | +58    | 9      |
| 3.º  | Viña Rugby Club | 4          | 3          | 0          | 1          | 152    | 96     | +56    | 9      |
| 4.º  | Alumni SC       | 4          | 1          | 0          | 3          | 61     | 106    | -45    | 3      |
| 5.º  | Old Reds        | 4          | 0          | 0          | 4          | 73     | 217    | -144   | 0      |

## Fase final

### Séptimo puesto
| 6 de mayo de 2006 | Alumni SC | 44 - 19 | COBS |  |  |

### Quinto puesto
| 6 de mayo de 2006 | Old Boys | 75 - 8 | Viña Rugby Club |  |  |

### Tercer puesto
| 6 de mayo de 2006 | Old Macks | 8 - 10 | Stade Français |  |  |

### Final
| 6 de mayo de 2006 | Universidad Católica | 17 - 22 | PWCC |  |  |

| Bandera de Chile |
| Campeón PWCC     |